# 켄트와 스트래선 공작 에드워드
켄트와 스트래선의 공작 에드워드(영어: Edward, Duke of Kent and Strathearn, 1767년 11월 2일~1820년 1월 23일)는 조지 3세와 그의 아내 메클렌부르크슈트렐리츠의 샬럿 사이에서 태어난 아들이다. 조카 샬럿 오거스타의 요절로 왕실 후계자의 대가 끊기자 50세를 넘긴 나이에 라이닝겐 후작 미망인과 늦은 결혼을 했다. 1819년 외동딸 빅토리아가 태어났지만 에드워드는 이듬해 사망했다. 조지 5세의 증조부이다.